# Zwole
Die Herren von Zwole (tschechisch Zvolští ze Zvole) sind ein mährisches Vladikengeschlecht.

## Geschichte
Das Geschlecht der Herren von Zwole benannte sich nach ihrem Stammsitz Zvole, der ihnen 1273 als Lehngut des Bistums Olmütz übertragen worden war. Die Vladiken von Zvole, die auch die umliegenden Lehngüter in Besitz hatten, erhielten in der Mitte des 14. Jahrhunderts nach der Verlagerung der bischöflichen Lehnsadministration von Müglitz auf die Burg Mürau auch das Amt des Burgvogtes von Mürau übertragen.
Im 15. Jahrhundert erreichten die Herren von Zwole ihre Blütezeit. Sie erwarben weitere Lehnsherrschaften, u. a. Goldenstein, Hultschin und Hotzenplotz. 1567 wurde Johann Thomas von Zwole (tschechisch Jan Tomáš ze Zvole) in den böhmischen Herrenstand erhoben.
Die in Nordmähren ansässige Linie „von Zwole und Goldenstein“ (tschechisch ze Zvole a z Kolštejna) gehörte in den Hussitenkriegen und in der nachfolgenden Zeit zu den Verfechtern des katholischen Glaubens. In der zweiten Hälfte des 15. Jahrhunderts kam es zwischen den Herren von Zwole und Goldenstein und ihren Nachbarn, den Tunkl von Brníčko und Zábřeh, die auf Seiten der Hussiten standen, zu häufigen Auseinandersetzungen.
In Schlesien erwarb die Familie u. a. Hultschin (1517), Slawentzitz (1604) und Ujest (vor 1644).

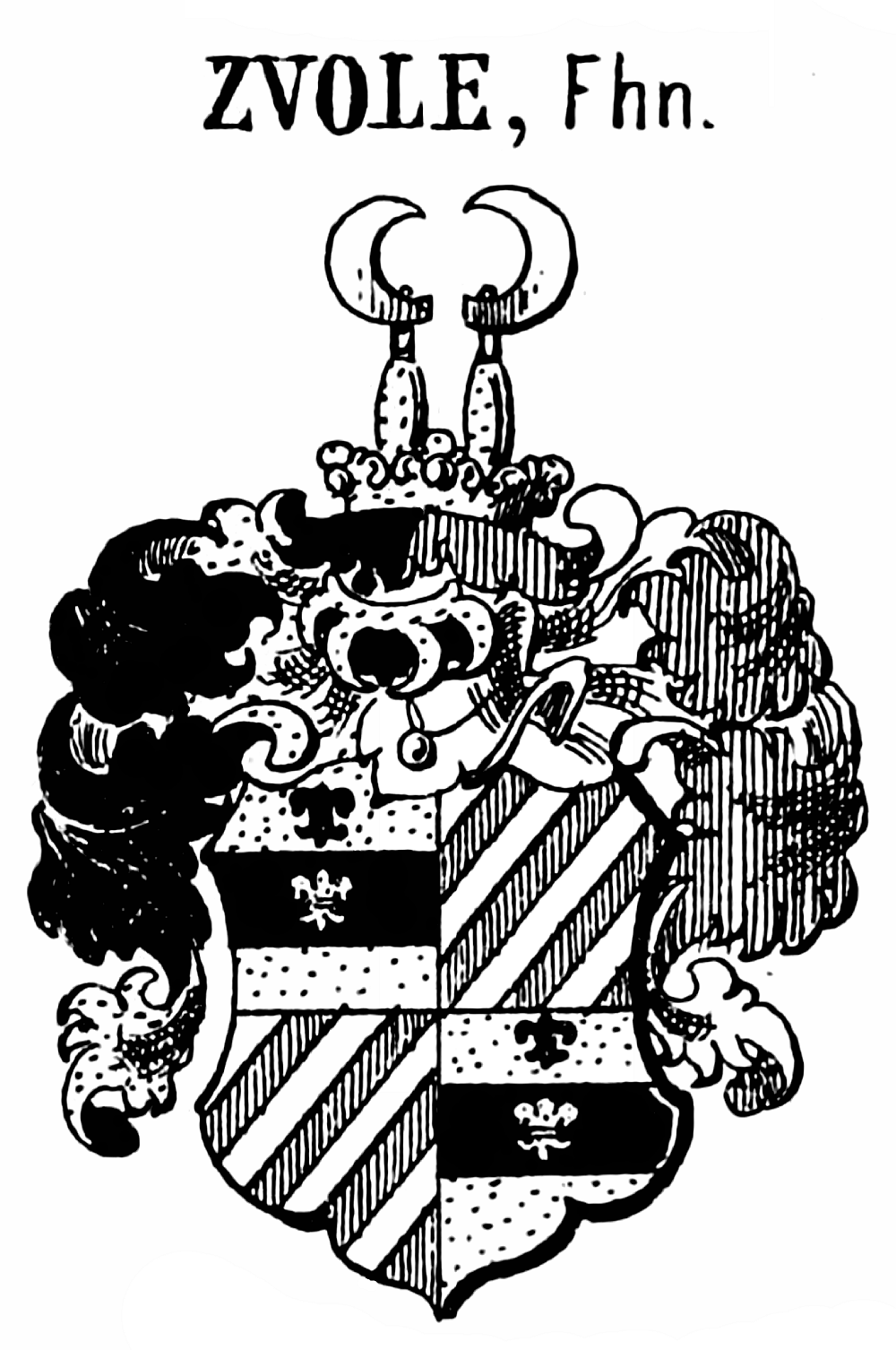
Gemehrtes Wappen derer von Zvole von 1567 in Siebmachers Wappenbüchern

## Wappen
- Stammwappen: In Gold ein schwarzer, mit goldener Lilie belegter Balken, oben begleitet von schwarzer Lilie. Auf dem gekrönten Helm mit schwarz–goldenen Decken zwei zugewendete, golden gestielte Sicheln.
- Gemehrtes Wappen von 1567: Geviert, 1 und 4 das Stammwappen, 2 und 3 von Silber und Rot sieben Mal schräglinks geteilt. Der gekrönte Helm mit rechts schwarz–goldenen und links rot–silbernen Decken trägt das Stammkleinod.

## Persönlichkeiten
- Bohuslaus von Zwole († 1457), Bischof von Olmütz
- Konrad von Zwole († 1434), Bischof von Olmütz